# Krystal Jung
Chrystal Soo Jung (koreanisch 크리스탈 수 정; * 24. Oktober 1994 in San Francisco), besser bekannt als Krystal Jung, auch unter ihrem koreanischen Namen Jung Soo-jung auftretend, ist eine südkoreanisch-amerikanische Popsängerin und Schauspielerin. Sie ist Mitglied der südkoreanischen Girlgroup f(x).

## Leben
Krystal (kor. 크리스탈) wurde am 24. Oktober 1994 in San Francisco geboren. Ihr koreanischer Name lautet Jeong Su-jeong (정수정) oft auch Jung Soo-jung. Sie ist die jüngere Schwester des Ex-Girls’ Generation-Mitglieds Jessica.
Seit 2006 ist sie bei der Talentagentur S.M. Entertainment. Sie absolvierte die Korea Kent Foreign School in Seoul.

### Karriere
Seit 2009 ist Krystal Mitglied der Girlgroup f(x). Diese veröffentlichte am 1. September 2009 ihre erste Single „LA chA TA“.
Außerdem spielte sie bisher in einigen Fernsehserien mit und hatte Gastauftritte in Musikvideos. Für ihre Rolle in More Charming by the Day wurde sie mit dem MBC Entertainment Award in der Kategorie Bester Neuling – Comedy ausgezeichnet.
Sie nimmt auch an Kim Yu-nas Reality-TV-Serie Kiss & Cry teil.

## Filmografie

### Fernsehserien
- 2010: More Charming by the Day
- 2011: Geochimeopsi Haikik
- 2013: The Heirs – Highschool der Superreichen
- 2014: My lovely Girl
- 2017: Bride of the Water God
- 2022: Crazy Love

### Gastauftritte in Musikvideos
- 2000: Wedding March von Shinhwa
- 2006: Still Believe von Rain
- 2009: Juliette von SHINee
- 2010: Sweet Dreams von Alex Chu
- 2013:	Fermata von Byul
- 2013: Adagio von Tei